# Шарлотта де Руа
Шарлотта де Руа (Charlotte de Roye) (03.03.1537, Мюре −15.04.1572, Вертёй-сюр-Шарант) — графиня де Руси, дама де Пьерпон, баронесса Низи.

## Биография
Младшая дочь Шарля де Руа — графа де Руси, и Мадлен де Майи, дамы де Конти. При разделе отцовских владений получила графство Руси и сеньорию Пьерпон (1525).
В 1561 г. по разделу владений матери, которую заподозрили в участии в Амбуазском заговоре и заключили в замок Сен-Жермен-ан-Ле, получила баронию Низи.
В 1557 году (31 мая) вышла замуж за графа Франсуа III де Ларошфуко — протестантского военачальника времён Религиозных войн.
Умерла в 1572 году от болезни горла. В некоторых источниках датой смерти указан 1569 год.
Дети (по условиям брачного контракта носили фамилию Руа де Ларошфуко):
- Жоссюэ (погиб 21.09.1589 в битве при Арке), граф де Руси
- Генрих (ум. 1576)
- Шарль (1560—1605), граф де Руси
- Бенжамен (ум. 1596), сеньор де Монтиньяк
- Мадлен, жена Луи IV де Турнона, графа Руссильона
- Изабелла, жена Жана Луи де Ларошфуко, графа де Рандан.